# Pasvikelva
De Pasvikelva (Noors: Pasvikelva, Fins: Paatsjoki, Russisch: Патсойоки; Patsojoki of Паз; Paz, Samisch: Báhčeveaijohka) is een rivier die zijn bron heeft in het Inarimeer in Finland, door Noorwegen en Rusland stroomt en in de buurt van Kirkenes uiteindelijk in de Varangerfjord uitmondt. De rivier vormt over een grote afstand de Noors-Russische grens.

## Waterkrachtcentrales
In de Pasvikelva bevinden zich zeven waterkrachtcentrales met een totaal geïnstalleerd vermogen van 275,9 MW en een totale jaaropbrengst van ca. 1475 GWh.
| Naam       | Bouwjaar | Vermogen (MW) | Energie (GWh/jr) | Land      |
| ---------- | -------- | ------------- | ---------------- | --------- |
| Kaitakoski | 1959     | 11.2          | 69               | Rusland   |
| Jäniskoski | 1951     | 30.5          | 208              | Rusland   |
| Rajakoski  | 1956     | 43.2          | 228              | Rusland   |
| Hestefoss  | 1970     | 47            | 215              | Rusland   |
| Skogfoss   | 1964     | 60            | 258              | Noorwegen |
| Melkefoss  | 1978     | 26            | 129              | Noorwegen |
| Boris Gleb | 1963     | 56            | 272              | Rusland   |

- Gemeinsame Normdatei: 4321324-8
- Virtual International Authority File: 236067355